# Chlorochaeta biplaga
Chlorochaeta biplaga là một loài bướm đêm trong họ Geometridae.